# Kenning

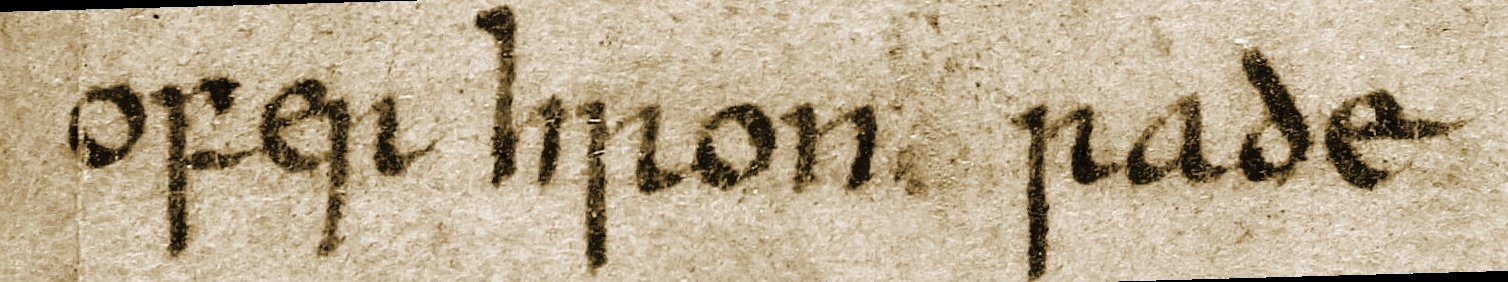
Fragment epickiego staroangielskiego poematu Beowulf ukazującego użycie kenningu. W przedstawionym fragmencie widać napis ofer hron rade, który tłumaczy się jako over the whale's road (nad drogą wieloryba) oznaczającego morze

Kenning – rodzaj przenośni w poezji starogermańskiej, zwłaszcza staroskandynawskiej, zbudowanej z reguły z niezwykle długich złożeń rzeczownikowych. Wyróżnia się trzy typy kenningów: pojedyncze (kennt), podwójne (tví-kennt) i potrójne (rekit).
Skaldowie  rzadko nazywali rzeczy wprost, więc zamiast tego tworzyli bardzo często skomplikowane określenia zastępcze. Najprostsze kenningi składały się ze słowa podstawowego oraz wyznacznika, który określał lub zmieniał znaczenie podstawowego słowa. Przykładowo „wielorybia droga” oznaczała morze, „syn ziemi” Thora, a „rumak fal” statek. Do bardziej wymyślnych należał „żwir na drodze morskiego konia” czyli kamienista plaża leżąca na drodze statku. Skaldowie najczęściej stosowali te wieloczłonowe wyrażenia w pieśniach o bohaterach oraz pieśniach pochwalnych, nierzadko też wykorzystywali je, opisując wydarzenia mitologiczne. Poprzez metafory i poetyckie omówienia mogli nie tylko tworzyć utwory, ale też przekazywać informacje oraz idee. Historyk literatury skandynawskiej Ryszard K. Nitschke zauważył, że poezja skaldów ograniczała się w zasadzie do znanego kręgu pojęć, które były w powszechnym użyciu jak np. król, morze, wojownik, statek. I to właśnie one były najczęściej opisywane za pomocą kenningów.